# Liane Holliday Willey
Pour les articles homonymes, voir Holliday et Willey.
Liane Holliday Willey (née en 1959) est une auteure américaine.
Elle a été diagnostiquée porteuse du syndrome d'Asperger en 1999.
Elle est la première personne à avoir employé le terme aspie dans une publication, en l'occurrence dans son livre Pretending to be Normal (pages 71 et 104) en 1999, traduit en français en 2007 sous le titre Vivre avec le syndrome d'Asperger.